# يوجين باترورث
يوجين باترورث (بالإنجليزية: Eugene Butterworth)‏ هو لاعب اتحاد الرغبي جنوب أفريقي، ولد في 19 سبتمبر 1984 في Bellville, South Africa ‏ في جنوب أفريقيا.

## وصلات خارجية
- يوجين باترورث على موقع ItsRugby.co.uk (الإنجليزية)